# Список эпизодов телесериала «Последний человек на Земле»
Список эпизодов американского телесериала «Последний человек на Земле».

## Обзор сезонов
| Сезон | Сезон | Эпизоды | Оригинальная дата показа | Оригинальная дата показа |
| Сезон | Сезон | Эпизоды | Премьера сезона          | Финал сезона             |
| ----- | ----- | ------- | ------------------------ | ------------------------ |
|       | 1     | 13      | 1 марта 2015             | 3 мая 2015               |
|       | 2     | 18      | 27 сентября 2015         | 15 мая 2016              |
|       | 3     | 18      | 25 сентября 2016         | 7 мая 2017               |
|       | 4     | 18      | 1 октября 2017           | 6 мая 2018               |

## Список серий

### Сезон 1 (2015)
| № общий | № в сезоне | Название                                                                | Режиссёр                    | Автор сценария             | Дата премьеры  | Зрители в США (млн) |
| --- | ---------- | ----------------------------------------------------------------------- | --------------------------- | -------------------------- | -------------- | ------------------- |
| 1 | 1          | «Живой в Тусоне» «Alive in Tucson»                                      | Фил Лорд и Кристофер Миллер | Уилл Форте                 | 1 марта 2015   | 5.75                |
| После того, как вирус уничтожает большую часть человечества, обыкновенный человек Фил Миллер (Уилл Форте) прочёсывает Северную Америку ища других выживших, но никого не находит. Во время своих путешествий он пишет «Живой в Тусоне» на рекламных щитах и дорожных знаках, надеясь, что другие смогут увидеть сообщение. Возвращаясь в свой родной город Тусон, штат Аризона, летом 2020 года, он переезжает в Бониту Эстейтс, роскошный запертый тупик; клады бесценных артефактов и журналов для взрослых; использует бассейн в качестве туалета; и портит или уничтожает всё, что его забавляет. Примерно через пять месяцев он начинает чувствовать себя одиноким и подавленным ни имея никого, чтобы отпраздновать свой день рождения, поэтому он использует разнообразные спортивные мячи в качестве «приятелей» и рисует лица на них, а затем флиртует с манекеном. Наконец, незадолго до того, как он пытается покончить жизнь самоубийством, загнав грузовик в скалу, он вдруг видит столп дыма и находит кэмпинг с лифчиком на верёвках для белья. Когда Фил радостно вдыхает его, он слышит женское хмыкание и теряет сознание, а затем приведён в чувство эксцентричной женщиной по имени Кэрол Пилбэйжн (Кристен Шаал), с которой он говорит, после того как снял его с верёвки. |            |                                                                         |                             |                            |                |                     |
| 2 | 2          | «Слон в комнате» «The Elephant in the Room»                             | Фил Лорд и Кристофер Миллер | Энди Боброу                | 1 марта 2015   | 5.75                |
| Кэрол пытается заставить Фила снова уважать правила цивилизации, чтобы они могли подготовиться к заселению Земли. Чтобы сделать это, Кэрол убеждает Фила выйти за неё замуж. Фил также пытается доказать себе, что может найти способ вернуть проточную воду на их улицу и преуспевает, когда он строит систему полива. |            |                                                                         |                             |                            |                |                     |
| 3 | 3          | «Изюмные тефтели и свадебные колокола» «Raisin Balls and Wedding Bells» | Джейсон Уолинер             | Эмили Спайви               | 8 марта 2015   | 4.35                |
| Брак Фила и Кэрол под угрозой до своего начала из-за неуважительного отношения Фила, особенно когда он забывает принести кольца на свадьбу. Когда они в конце концов вступают в брак, они наезжают на лимузин на следующий день, которым управляет Мелисса (Дженьюари Джонс), ещё одна выжившая. |            |                                                                         |                             |                            |                |                     |
| 4 | 4          | «Сладкая Мелисса» «Sweet Melissa»                                       | Фил Трэилл                  | Лиз Какоуски               | 15 марта 2015  | 3.76                |
| Влечение Фила к новоприбывшей Мелиссе Шарт заставляет его пересмотреть свой брак, поэтому он пытается произвести впечатление на Мелиссу, сбрив бороду, аккуратно подрезав свои волосы и найдя ей новую машину, так как он повредил её лимузин. Это раздирает Кэрол, поэтому Фил пытается исправиться, установив дверь в доме Кэрол в тупике, но ушибает себя из-за этого. Вечером, пока Кэрол готовит ужин, подвыпившая Мелисса рассказывает Филу, что она жаждет мужчину два года, но знает, что она не может начать отношения с Филом. Фил, разрываясь между испытанием своей преданности к Кэрол и удовлетворением Мелиссы, остаётся неуверенным в том, что сказать каждой из дам. |            |                                                                         |                             |                            |                |                     |
| 5 | 5          | «Замочи скунса» «Dunk the Skunk»                                        | Джон Соломон                | Джон Соломон               | 22 марта 2015  | 4.55                |
| Угрожающая фигура в Ауди R8 видит один из знаков Фила «Живой в Тусоне» и едет в ту сторону. В Тусоне Фил надеется манипулировать Кэрол, которая позволит ему оплодотворить Мелиссу, но Кэрол, которая верит в важность брака, видит его планы насквозь, когда признаётся, что он уже сказал Мелиссе об этом. Затем Фил пытается искупить свои действия, предложив дамам макать его в резервуар, что ни одна из них не собирается делать. Наконец, Кэрол соглашается с тем, что, ради человеческой расы, Фил должен попытаться оплодотворить её и Мелиссу, но попытки Фила переспать с Мелиссой прекращены приездом таинственного водителя, которого предупредили праздничные фейерверки Фила и который оказался обычным, ничем не угрожающим человеком по имени Тодд (Мэл Родригес). |            |                                                                         |                             |                            |                |                     |
| 6 | 6          | «Какой-то поганый толстый пижон» «'Some Friggin' Fat Dude'»             | Майкл Патрик Йанн           | Тим МакОлифф               | 22 марта 2015  | 4.42                |
| Когда Тодд радушно принят в группу, Кэрол пытается сблизить его и Мелиссу друг с другом, а Фил безуспешно пытается развести их. В конце дня Фил приглашает Мелиссу в бар, где он держит свои спортивные мячи и пытается ухаживать за ней, читая слова на романтический лад, о которых он утверждает, что написал для Кэрол, но Мелисса без колебаний отвергает его предложение. |            |                                                                         |                             |                            |                |                     |
| 7 | 7          | «Она сводит меня с ума» «She Drives Me Crazy»                           | Питер Атенсио               | Дэвид Ноэл                 | 29 марта 2015  | 3.40                |
| Известие о том, что Тодд и Мелисса занимаются сексом, приводят Фила к маниакальному отчаянию, поэтому Фил организует собрание сообщества для обсуждения жалоб. Однако его планы идут наперекосяк, когда все соглашаются, что он должен очистить бассейн, который он использовал в качестве туалета. На следующий день Фил планирует оставить Тодда в пустыне, чтобы он умер, но его совесть мешает ему это сделать. После того, как он, наконец, очистил свой туалетный бассейн, Фил переносит в дом туалетную кабинку, которая восхищает Кэрол. |            |                                                                         |                             |                            |                |                     |
| 8 | 8          | «Перемещение в» «'Mooovin' In'»                                         | Клэр Скэнлон                | Лиз Какоуски               | 29 марта 2015  | 3.33                |
| Фил раздражается при всём внимании, которое Тодд получает и строит планы, чтобы привлечь внимание к себе, когда находит бродячую корову. Для этого он решается украсть корову, но когда он действительно её теряет, Тодд в конечном счёте находит её и разрешает Филу вернуть своё доброе имя. В ту ночь группа обнаружила, что корова, видимо, забрела по лестнице дома Кэрол и теперь в затруднительном положении, вынудив Кэрол официально переехать к Филу. В кратком воспоминании мы видим Кэрол намеренно приводящая корову наверх. |            |                                                                         |                             |                            |                |                     |
| 9 | 9          | «Перемена» «The Do-Over»                                                | Джон Соломон                | Тим МакОлифф               | 12 апреля 2015 | 3.22                |
| Фил отправился за покупками по просьбе Кэрол, когда он начинает искренне возмущаться своим браком и просит Бога всё «переделать». Почти сразу после этого появляется машина, и две женщины: Эрика (Клеопатра Коулмэн) и Гейл (Мэри Стинберджен). Фил рассказывает женщинам, что он вдовец, называет ложную фамилию и утверждает, что он не встретил никого из живых. Эти трое обедают и пьют, но когда они уже на пути к купанию голышом в озере, то сталкиваются с Кэрол, Тоддом и Мелиссой. |            |                                                                         |                             |                            |                |                     |
| 10 | 10         | «Простые шалости» «Pranks for Nothin»                                   | Крис Коч                    | Эмили Спайви               | 12 апреля 2015 | 3.37                |
| Все злятся на Фила за враньё, и избегают его. Кэрол также выражает недовольство Эрикой и Гейл. Фил противостоит группе и рассказывает правду о различных проблемах, в том числе о том, что он никогда не хотел жениться на Кэрол. Кэрол, которая является нотариусом, разводится с Филом, затем прощает его и приглашает обратно на их улицу. |            |                                                                         |                             |                            |                |                     |
| 11 | 11         | «Переехали в Тампу» «Moved to Tampa»                                    | Джейсон Уолинер             | Эрик Дарбин                | 19 апреля 2015 | 3.41                |
| Романтические перспективы Фила после развода очень яркие, так как, и Гейл, и Эрика заинтересованы в том, что он сейчас «холост». Чтобы не допустить появления других мужчин, Фил начинает менять свои сообщения со щитов с «Живой в Тусоне» на «Переехали в Тампу», но его лестница падает, когда он работает над своим первым знаком, оставив его в беспомощном положении. Приезжает новый, симпатичный человек (Борис Коджо) и спасает Фила, отвозя его домой. Ко всеобщему удивлению, нового человека также зовут Фил Миллер. Путаница в отношении двух Филов становится причиной соревнования, которое проиграл первоначальный Фил. В результате он теперь будет называться своим средним именем «Тэнди». |            |                                                                         |                             |                            |                |                     |
| 12 | 12         | «Тэндимэн может» «The Tandyman Can»                                     | Клэр Скэнлон                | Мэтт Маршалл               | 26 апреля 2015 | 3.29                |
| Нарастает напряжение между новым Филом и Тэнди до того момента, когда группа предпочтёт нового Фила, который использует свои строительные навыки, чтобы сделать многочисленные улучшения на их улице, как например новый ПСШ (Президент Соединённых Штатов). Затем Тэнди решает основать свою собственную ферму, чтобы отвоевать благосклонность дам, не обращая внимания на настаивание Фила в том, что климат Тусона слишком низкий, чтобы выращивать пищу. Присутствие нового Фила также создаёт напряжение в отношениях Тодда и Мелиссы. Тем временем, три другие дамы всё пытаются добиться нового Фила, у недавно разведённой Кэрол, выигравшей его. Эти события заставляют Тэнди и Тодда отложить свои разногласия и заговорить об убийстве Фила. |            |                                                                         |                             |                            |                |                     |
| 13 | 13         | «Вкрутите Луну» «Screw the Moon»                                        | Джон Соломон                | Эрик Дарбин и Джон Соломон | 3 мая 2015     | 3.51                |
| Тэнди нарочно сбивает лампу, которую Фил подключил используя солнечную энергию, поэтому Фил, устав от выходок Тэнди и полностью осведомлённый о его планах убить его, велит Тэнди покинуть Тусон, но Тэнди ищет пристанища на несколько дней в своей спальне. Когда Кэрол просит Тэнди выйти из укрытия, он находит всех, кроме Фила, которые вместе поют у группового костра, чтобы простить его, но Фил нападает на него и оставляет его в пустыне с ограниченными запасами, угрожая убить его, если он вернётся в Тусон. Кэрол выезжает в поисках Тэнди и решает остаться с ним, чтобы они могли начать новую жизнь вместе где-нибудь в другом месте, кроме Тусона. После воссоединения Тэнди упоминает о том, что у него есть брат (Джейсон Судейкис), который, как оказывается, всё ещё жив и застрял на Международной космической станции. |            |                                                                         |                             |                            |                |                     |

### Сезон 2 (2015-16)
| № общий | № в сезоне | Название                                                            | Режиссёр                    | Автор сценария                       | Дата премьеры    | Зрители в США (млн) |
| --- | ---------- | ------------------------------------------------------------------- | --------------------------- | ------------------------------------ | ---------------- | ------------------- |
| 14 | 1          | «Есть там кто-нибудь?» «Is There Anybody Out There?»                | Джон Соломон                | Дэвид Ноэл и Джон Соломон            | 27 сентября 2015 | 3.14                |
| Фил и Кэрол теперь далеко от Тусона около шести месяцев и отправивились в своё путешествие в фургоне отдыха Фила по Соединённым Штатам, даже останавливаясь в старой квартире Кэрол на Восточном побережье. Сначала Фил не хочет возвращаться из-за его изгнания. Однако, когда он решает рискнуть ради Кэрол, которая тоскует по своим друзьям, она отказывается возвращаться даже по предложению Фила. Фил решает положить снотворное в её вечернее вино, и когда она пробудится, она поймёт, что они уже на пути в Тусон и начинает дуться. На бензозаправке в Оклахоме всё ещё сердитая Кэрол тихо выскользнула из фургона. Фил, думая, что Кэрол всё ещё в фургоне, уезжает без неё. Он ищет её и с неохотой возвращается в Тусон, надеясь, что она может быть там, только чтобы обнаружить всю улицу заброшенной, а его дом необъяснимо сожжён. Между тем, в космосе, брат астронавта Фила, Майк ищет живых людей через телескоп и заботится о своим домашних червях, двое из которых умирают. |            |                                                                     |                             |                                      |                  |                     |
| 15 | 2          | «Бу-у» «The Boo»                                                    | Джейсон Уолинер             | Энди Боброу                          | 4 октября 2015   | 3.30                |
| Фил благополучно отправляет Кэрол сообщение на поезде, что он в Тусоне. Фил находит письмо от Мелиссы в старом доме Кэрол, прося её присоединиться к остальной группе в Малибу, но говоря ей не привозить «Тэнди», потому-что это было бы слишком опасно. Фил сначала скрывает письмо от Кэрол, но затем говорит правду, и она решает, что она не поедет в Малибу, если Фил не желателен там. Фил напоил её и в любом случае едет с ней в Малибу. По пути они обнаруживают нескольких мёртвых китов на пляже. В конце концов они находят группу и наблюдают издалека, где они видят другого человека, Гордона (Уилл Феррелл), с ними. Когда Кэрол застаёт их врасплох, Гордон шокирован и у него случается сердечный приступ, в то время как замаскированный Фил следит за ними через бинокль. |            |                                                                     |                             |                                      |                  |                     |
| 16 | 3          | «Ходячий мертвец» «Dead Man Walking»                                | Джон Соломон                | Эрик Дарбин                          | 11 октября 2015  | 2.70                |
| Выжившие произносят хвалебную речь для недавно умершего Гордона, в особняке которого они теперь живут. Кэрол говорит им, что Фил тоже умер и симулирует траур. Когда никто не проявляет симпатии к Филу, Кэрол говорит группе, что Фил на самом деле жив. Фил разрывается между притворством, что его не волнует мнение группы о нём и честно хочет компенсировать им всё, несмотря на свои страхи отказа. Зная, что правильно было бы извиниться, Фил заходит в дом и пытается убедить других, что он изменился, но он это делает, держа группу под прицелом и грозя им, если они решат ещё раз напасть. Кэрол говорит ему, что группа планировала его простить, но из-за его угроз Фил вскоре заперт в позорном столбе в качестве наказания, и ему сказали, что он останется там до тех пор, пока группа не решит иначе. |            |                                                                     |                             |                                      |                  |                     |
| 17 | 4          | «К к T» «C to the T»                                                | Мэтт Виллинес и Оз Родригез | Эмили Спайви                         | 18 октября 2015  | 2.29                |
| Кэрол говорит другим, что запереть Фила в позорном столбе это нецивилизованная форма наказания. Затем группа решает посадить Фила в одиночную камеру в тренажёрном зале особняка на неделю. Однако Фил, чувствуя, что он должен «дать им время» из-за угроз другим, настаивая на том, чтобы наказание продолжалось пять недель. Однажды ночью Фил пытается украсть немного сыра и наказан, будучи вынужденным носить электрошоковый ошейник и оставаться на газоне с коровой группы. В течение следующих нескольких дней Фил кончает тем, что носит более опасный электрошоковый ошейник, приводимый в действие его разговором вслух и будучи запертым в металлической будке, за бросание горшочных растений, чтобы привлечь внимание. Позже Фил вырывается из своей будки через пол, когда он замечает возгорание от упавшего факела, который он гасит с ведрами воды, несмотря на то, что он был ударен электрошоком десятки раз. Хотя его наказание отменено, только Кэрол проявляет симпатию к Филу, и когда он благодарит других выживших за его освобождение, они уходят. |            |                                                                     |                             |                                      |                  |                     |
| 18 | 5          | «Сверчки» «Crickets»                                                | Джейсон Уолинер             | Тим МакОлифф                         | 25 октября 2015  | 3.36                |
| Группа обнаруживает живых сверчков, из которых Кэрол готовит отвратительную тушёнку. Тэнди изучает Тодда, который не ест никаких сверчков, после того, как заметил его прокрадывающимся в соседний дом. Он обнаружил, что в доме есть солнечная батарея и морозильник, полный бекона, который Тодд держал для себя. Вместо того, чтобы рассказать о нём, Тэнди позволяет Тодду поделиться с ним беконом, затем пытается убедить Тодда поделиться тремя последними беконными пакетами со всеми остальными. После того, как Тодд отказывается, Тэнди берёт бекон для группы и хвалит Тодда за то, что он поделился им. Тэнди пытается избавиться от пакетов из под бекона, которые он и Тодд опустошили, отправив их в море на водном мотоцикле, который находит свой путь обратно на пляж. Когда Тодд пытается рассказать правду, Тэнди лжёт, чтобы защитить Тодда, но оба оказываются запертыми в позорных столбах, где они восстанавливают свою дружбу. Между тем, нарастает напряжённость между Кэрол и Эрикой, поскольку Фил часто угождает Кэрол, заставляя Эрику обижаться на неё, но они примиряются после того, как Эрика высказывается по поводу поведения Фила. |            |                                                                     |                             |                                      |                  |                     |
| 19 | 6          | «Реальный провод под напряжением» «A Real Live Wire»                | Джейсон Уолинер             | Эрика Ривиноя                        | 8 ноября 2015    | 2.57                |
| Когда Фил бастует в отношении выполнения работы, Тэнди и Тодд намереваются сами решить энергетический кризис группы, поставив солнечные панели, но они не могут узнать, как угомонить живой провод от опасного искрения вокруг этого участка. Тэнди неохотно просит Фила помочь, только чтобы Фил ударил его, из-за упоминания Кэрол. Тем временем Кэрол пытается убедить других дам в группе пытаться обзавестись детьми, но каждая отказывается по разным причинам. В конце концов, каждый встаёт на сторону Тэнди и предлагает Филу занять место в позорном столбу, но Фил решил уехать после того, как он показал им выключатель на солнечных батареях. Однако, прежде чем он уедет, он открыто признаётся в своей любви к Кэрол и просит её уехать с ним, всего лишь чтобы Эрика объявила, что она беременна. |            |                                                                     |                             |                                      |                  |                     |
| 20 | 7          | «Шаги ребёнка» «Baby Steps»                                         | Джон Соломон                | Мэтт Маршалл                         | 15 ноября 2015   | 2.84                |
| Фил пытается извиниться перед Эрикой за его проступки, несмотря на то, что его рассматривают как нового изгоя. По совету Кэрол, Тэнди пытается воспользоваться новым статусом Фила и заставить группу почувствовать симпатию к нему. Хотя все теперь ненавидят Фила, Тэнди чувствует некоторое сочувствие, увидев, как Фил строит деревянные игрушки и кроватку для будущего ребёнка Эрики, а затем предлагает, чтобы Фил занял место в позорном столбу прося прощения. Разгневанный, Фил вместо этого заявляет, что он сожалеет о том, что спас Тэнди от смерти на рекламном щите и что все в наихудшем положении, зная его. В ту ночь Фил сильно пьёт и оказывается на пляже. Поскольку волна поднимается, Тэнди использует доску для сёрфинга, чтобы перетащить Фила обратно в особняк, где он запирает бессознательного Фила в позорном столбе. Между тем, Мелисса и Тодд спорят, когда он узнаёт, что она ранее собиралась иметь детей с Тэнди, чтобы помочь заселению Земли, но теперь не хочет делать то же самое с ним. В то же время Кэрол помогает Эрике с её беременностью, но сожалеет о её неспособности иметь детей с Тэнди. |            |                                                                     |                             |                                      |                  |                     |
| 21 | 8          | «Без самца» «No Bull»                                               | Пэймэн Бенц                 | Лиз Какоуски                         | 22 ноября 2015   | 3.27                |
| После того, как корова отелилась группа считает, что где-то есть бык и собирается искать его. Думая, что Фил может заслужить прощение от группы, Тэнди освобождает его из позорного столба, но Фил покидает Малибу ради Канады, а не помогает в поиске. Затем Тэнди пытается заставить всех перестать искать быка и начать искать Фила, но члены группы устно набрасываются друг на друга, особенно когда Тэнди описывает, какие все они, такие как он и Фил, несовершенные. На следующее утро на заднем крыльце особняка появляется бык, и группа быстро стреляет в него транквилизаторами, случайно убивая его. Фил, который нашёл быка, приехал и присоединился ко всем за ужином с говядиной, вернув доверие группы. Тем временем Тодд случайно застаёт Гейл с манекеном Гордона и пытается воздержаться от упоминания об этом. Затем они начинают свои отношения после того, как он и Мелисса официально расстаются. В космосе Майк ремонтирует разбитое радио и приходит в возбуждение, когда слышит возможный сигнал с Земли, только чтобы понять, что это просто эхо его собственного сигнала. Разочарованный, он балдеет от вдыхания закиси азота. |            |                                                                     |                             |                                      |                  |                     |
| 22 | 9          | «Тайный Санта» «Secret Santa»                                       | Ник Ясеновец                | Кира Калуш                           | 6 декабря 2015   | 3.58                |
| В связи с быстро приближающимся Рождеством, Кэрол организует обмен подарками тайного Санты для всей группы. Тэнди получает имя Эрики, но отдаёт его Филу, чтобы он мог вручить подарок для восстановления доверия Эрики. Затем Тэнди даёт Филу Алмаз Хоупа в качестве возможного подарка Эрике, но тот сначала отвергает его, утверждая, что у него есть свои идеи, чем раздражает Тэнди. На Рождество все обмениваются подарками, с Филом, который последним преподнёс свой. Фил показывает, что он подготовил ультразвуковой сканер для Эрики, впечатляя всех, кроме Тэнди, который раздражён тем, что Фил отверг его идею подарка, но всё же принимает его приглашение на праздничное отмечание. Позже, вечером, Мелисса делает предложение Тодду. Перед тем, как Тодд смог ответить, Фил сваливается почувствовав себя плохо. Между тем, в космосе, последний червь Майка Миллера умирает, поэтому он решает совершить самоубийство, открыв шлюз и выпустить себя в космос. Однако в последний момент он видит новорождённого червя и пытается прервать открытие шлюза. Это не удаётся, и он выпущен в космос. |            |                                                                     |                             |                                      |                  |                     |
| 23 | 10         | «Тихая ночь» «Silent Night»                                         | Джейсон Уолинер             | Тим МакОлифф                         | 13 декабря 2015  | 3.16                |
| У Фила тяжёлый случай аппендицита, о котором группа узнаёт, что убьёт его, если они не смогут удалить его аппендикс. Они выбирают Гейл для выполнения операции, и она неохотно соглашается, пока она может практиковать на ком-то. Не найдя подходящих тел в местном морге, Тэнди и Тодд решили выкопать недавно умершего Гордона. Когда они перетаскивают тело Гордона к Гейл, они видят, что она нашла медицинский манекен для практики, поэтому они быстро зарывают тело. В космосе Майку Миллеру удаётся вернуться на космическую станцию, так как его костюм всё ещё связан с ней. Внутри он рассказывает своему новорожденному другу-червю «Филу», что он решил вернуться на Землю. Гейл и Тодд начинают оперировать на Филе, но вскоре сталкиваются с осложнениями. По мере того как спускаемый аппарат Майка начинает трясти при входе в атмосферу Земли, Фил умирает. |            |                                                                     |                             |                                      |                  |                     |
| 24 | 11         | «Мрачное падение» «Pitch Black»                                     | Джон Соломон                | Дэвид Ноэл и Джон Соломон            | 6 марта 2016     | 2.72                |
| Спускаемый аппарат Майка спускается с парашютом на выветрившийся круизный корабль, топя его, но Майк спасается на водном велосипеде со своим червём. Спустя три дня скитания по морю, он наталкивается на яхту. На его борту он припёрт к стене Пэтом Брауном (Марк Бун Джуниор), седым моряком, который угрожает ему гарпунным оружием, опасаясь, что Майк может быть носителем вируса. Майк защищается, объясняя своё прибытие из космоса, затем убеждает Пэта вывести их на берег, чтобы найти припасы. Утром они надевают дезактивационные костюмы и отправляются в Майами, штат Флорида, где они посещают пункт сбора тел и играют в теннис. На обратном пути Майк видит щит «Живой в Тусоне» и надеется отправиться в Тусон, но Пэт ударяет его до бессознательного состояния и считает, что щит является частью государственного заговора, чтобы заманивать выживших. Когда Майк приходит в сознание, он сражается за пистолет с Пэтом, который снова бьёт его до бессознательного состояния и замечает разрыв в его костюме. Подумав, что он подвергнул Майка вирусу, Пэт оставляет его в пункте сбора тел. Майк вскоре снова очнулся, снял свой костюм и едет на скорой помощи в Тусон. |            |                                                                     |                             |                                      |                  |                     |
| 25 | 12         | «Валхалла» «Valhalla»                                               | Пэймэн Бенц                 | Эрика Ривиноя                        | 13 марта 2016    | 2.56                |
| Группа проводит древнескандинавские похороны для Фила, отправив его гроб в море на импровизированном судне викингов. Тэнди скорбит о потере Фила, в то время как он заглаживал вину с Филом незадолго до его смерти. Он ищет прекращения прений, роясь в вещах Фила и узнаёт, что, несмотря на прежнее утверждение Фила, что у него не было среднего имени, его второе имя было Стэйси. Затем он предлагает помочь растить ребёнка Эрики, но она говорит ему, что последняя просьба Фила состояла в том, чтобы держать его подальше от этого. Возмущённый, Тэнди пытается обмануть Эрику, думая, что Фил был более морально свободен, чем был на самом деле. Когда он терпит неудачу, он разводит огонь в ту ночь, чтобы сжечь вещи Фила. Внезапно гроб Фила выносит на берег, и Эрика застаёт Тэнди, скорбящего рядом с ним. После того, как они хоронят гроб в песке, Эрика помогает Тэнди подыскать завершение. Тем временем, Тэнди говорит Кэрол, что Тодд и Гейл встречаются друг с другом, но он предупреждает Кэрол о том, чтобы она не рассказывала об этом Мелиссе. После извинения Тодда к Гейл за то, что он не сказал Мелиссе правду, Мелисса пытается вернуть Тодда, целуя его без ведома Гейл. Когда Мелисса объявляет об этом Кэрол, Кэрол противостоит Тодду и стыдит его, прежде чем подарить ему поцелуй смерти. |            |                                                                     |                             |                                      |                  |                     |
| 26 | 13         | «Рыба в тарелке» «Fish in the Dish»                                 | Джаред и Джеруша Хесс       | Лиз Какоуски                         | 3 апреля 2016    | 2.11                |
| Кэрол решает выяснить, почему она с Тэнди не могут завести детей. Тесты на плодовитость Тэнди показывают, что он имеет низкое количество сперматозоидов, что может помешать ему иметь семью. Однако он лжёт Кэрол и говорит ей, что тесты с истёкшим сроком годности, а затем использует один из тестов Тодда, который является положительным, как свой собственный. В то же время Тодд пытается примирить свои отношения с Мелиссой и Гейл, но всё усложняется, когда Эрика показывает, что последний Фил выбрал его суррогатным отцом для своего ребёнка. Поскольку Тэнди и Тодд оба злятся на себя, они соглашаются рассказать всем дамам правду. В то время как они смогли это сделать, Кэрол замечает, что Майк Миллер прибывает на пляж, поэтому Тэнди бежит навстречу ему. К всеобщему удивлению, когда Майк пытается обнять Тэнди, Тэнди ударяет его в пах. |            |                                                                     |                             |                                      |                  |                     |
| 27 | 14         | «Дерьмо в трусах» «Skidmark»                                        | Клэр Скэнлон                | Кира Калуш и Мэтт Маршалл            | 10 апреля 2016   | 2.70                |
| Братья Миллеры прекращают драться на пляже, затем Тэнди слёзно просит прощения, когда Майк говорит Тэнди, что он думал только о нём в космосе. Майк присоединяется ко всем на ужине, объясняет, как он нашёл свой путь к Малибу, и рассказывает истории о жизни с Тэнди. Когда они были младше, Майк дал Тэнди смущающее прозвище: «Черкаш», намёк на давнее обыкновение Тэнди, случайно пачкать своё нижнее белье после использования туалета. Кроме того, когда братья последний раз говорили друг с другом, Тэнди узнал, что его бывшая девушка Кристина обманывала его Майком. Родной брат соперничая появляется, когда Майк получает всё внимание у костра на пляже следующей ночью. Это провоцирует Тэнди на то, чтобы закатить вечеринку следующей ночью и указать на недостатки Майка, унизив брата. Кэрол говорит Тэнди, что он не должен так жестоко обращаться с Майком, поскольку Тэнди - единственный оставшийся в живых с подтверждённым живым родственником, поэтому Тэнди планирует извиниться утром. Когда он просыпается на следующий день, он осознаёт, что Майк побрил всю правую половину его тела и головы, пока он спал. Между тем, Мелисса и Гейл в конечном итоге согласны одновременно встречаться с Тоддом.                                                                                             |            |                                                                     |                             |                                      |                  |                     |
| 28 | 15         | «Четвёртый палец» «Fourth Finger»                                   | Джейсон Уолинер             | Эрик Дарбин                          | 17 апреля 2016   | 2.52                |
| Война шалостей Тэнди и Майка набирает силу, с Майком стоящим на шаг впереди Тэнди. Тэнди становится параноидальным, поэтому он приветствует предложение Тодда помочь ему вернуться к Майку. Тодд бреет половину своего тела и головы, чтобы оказать свою поддержку Тэнди. Опасаясь последствий приведения других в войну шалостей, Майк обещает прекратить свою часть проделок. Тэнди думает, что он лжёт, поэтому он пишет притворное письмо от своей матери с того момента, когда начался апокалипсис. Майк разбит этой проделкой, поэтому Тэнди заключает мир, отдавая ему стопку настоящих писем, и братья говорят друг другу, как бы их родители гордились ими обоими. Когда Тэнди выходит из двери нового дома Майка, на него падает ведро с мукой, что расстраивает его, несмотря на заявление Майка, что он не ожидал извинения Тэнди. Между тем, Тодд продолжает напрягаться ввиду растущей запутанности с Гейл и Мелиссой, которая достигает высшей степени в нём, в обращении ко всем женщинам, объясняя, что он может приложить все свои усилия для каждой из них, включая Кэрол и Эрику. В конце концов Кэрол обращается к Тодду с неожиданной просьбой оплодотворить её. |            |                                                                     |                             |                                      |                  |                     |
| 29 | 16         | «Медленное падение» «Falling Slowly»                                | Дэвид Ноэл                  | Дэвид Ноэл и Джон Соломон            | 24 апреля 2016   | 2.13                |
| 30 | 17         | «Умный и глупый» «Smart and Stupid»                                 | Пэймэн Бенц                 | Эмили Спайви                         | 8 мая 2016       | 2.21                |
| 31 | 18         | «30 лет науки спущено в трубу» «30 Years of Science Down the Tubes» | Джон Соломон                | Эдвард Воккола и Максвелл Р. Кесслер | 15 мая 2016      | 2.23                |

### Сезон 3 (2016-17)
| № общий | № в сезоне | Название                                      | Режиссёр   | Автор сценария | Дата премьеры    | Зрители в США (млн) |
| ------- | ---------- | --------------------------------------------- | ---------- | -------------- | ---------------- | ------------------- |
| 32      | 1          | «General Breast Theme with Cobras»            | Неизвестно | Неизвестно     | 25 сентября 2016 | 2.23                |
| 33      | 2          | «The Wild Guess Express»                      | Неизвестно | Неизвестно     | 2 октября 2016   | 2.50                |
| 34      | 3          | «You're All Going to Diet»                    | Неизвестно | Неизвестно     | 16 октября 2016  | 2.66                |
| 35      | 4          | «Five Hoda Kotbs»                             | Неизвестно | Неизвестно     | 23 октября 2016  | 2.14                |
| 36      | 5          | «The Power of Power»                          | Неизвестно | Неизвестно     | 6 ноября 2016    | 2.13                |
| 37      | 6          | «The Open-Ended Nature of Unwitnessed Deaths» | Неизвестно | Неизвестно     | 13 ноября 2016   | 2.64                |
| 38      | 7          | «Mama's Hideaway»                             | Неизвестно | Неизвестно     | 20 ноября 2016   | 2.04                |
| TBA     | 8          | TBA                                           | en:        | TBA            | TBA              | TBD                 |
| TBA     | 9          | TBA                                           | en:        | TBA            | TBA              | TBD                 |
| TBA     | 10         | TBA                                           | en:        | TBA            | TBA              | TBD                 |
| TBA     | 11         | TBA                                           | en:        | TBA            | TBA              | TBD                 |
| TBA     | 12         | TBA                                           | en:        | TBA            | TBA              | TBD                 |
| TBA     | 13         | TBA                                           | en:        | TBA            | TBA              | TBD                 |
| TBA     | 14         | TBA                                           | en:        | TBA            | TBA              | TBD                 |
| TBA     | 15         | TBA                                           | en:        | TBA            | TBA              | TBD                 |
| TBA     | 16         | TBA                                           | en:        | TBA            | TBA              | TBD                 |
| TBA     | 17         | TBA                                           | en:        | TBA            | TBA              | TBD                 |
| TBA     | 18         | TBA                                           | en:        | TBA            | TBA              | TBD                 |